# Lisciano Niccone
Lisciano Niccone é uma comuna italiana da região da Umbria, província de Perugia, com cerca de 668 habitantes. Estende-se por uma área de 35 km², tendo uma densidade populacional de 19 hab/km². Faz fronteira com Cortona (AR), Passignano sul Trasimeno, Tuoro sul Trasimeno, Umbertide.

## Demografia
| Variação demográfica do município entre 1861 e 2011                               |
|                                                                                   |
| Fonte: Istituto Nazionale di Statistica (ISTAT) - Elaboração gráfica da Wikipedia |